# (29825) Dunyazade
(29825) Dunyazade est un astéroïde de la ceinture principale.

## Description
(29825) Dunyazade est un astéroïde de la ceinture principale. Il fut découvert le 20 février 1999 à l'observatoire Goodricke-Pigott par Roy A. Tucker. Il présente une orbite caractérisée par un demi-grand axe de 2,59 UA, une excentricité de 0,14 et une inclinaison de 1,1° par rapport à l'écliptique.
Il est nommé d'après Dunyazade, la sœur cadette de Shéhérazade dans Les Mille et Une Nuits.

## Compléments